# Ciocia
Ciocia (ciotka) – współcześnie nazwa relacji rodzinnej zachodzącej w stosunku do krewnej, która jest siostrą matki lub ojca albo żoną brata matki lub ojca. Czasami ciocią nazywa się również każdą dalszą krewną lub powinowatą wyższego pokolenia. Mężem cioci jest wujek lub wuj.
Pierwotnie ciocią określano jedynie siostrę matki, a siostrę ojca nazywano stryjną (do połowy XIX w.) lub stryjenką. Żonę zaś brata ojca również nazywano stryjną lub stryjenką, a żonę brata matki – wujną lub wujenką.
W niektórych grupach społecznych odrębne nazewnictwo rodzeństwa ojca i matki (stryjenka, stryj) zachowało się do dziś.